# Ronald Koeman
Ronald Koeman (Zaandam, 21 de març de 1963) és un entrenador de futbol i exjugador de futbol neerlandès. És fill de Martin Koeman i germà d'Erwin Koeman, ambdós exfutbolistes professionals. Koeman tant podia jugar de defensa com de migcampista; acostumava a jugar com a lliure, encara que era conegut igualment per marcar gols, fer passades de llarga distància, i per la precisió dels seus tirs lliures i penals.
Koeman va començar la seva carrera al FC Groningen abans de passar al club neerlandès més reeixit, l'Ajax, on va guanyar la lliga neerlandesa, Eredivise, el 1984-85. Després va fitxar pel PSV, rival de l'Ajax, on va guanyar tres lligues consecutives (1986-87, 1987-88 i 1988-89) i la Copa d'Europa de 1988. Ronald Koeman és un dels cinc jugadors europeus que ha guanyat un triplet amb el seu club i una copa amb la selecció nacional el mateix any. Els altres quatre jugadors són els seus companys Hans van Breukelen, Berry van Aerle, Gerald Vanenburg i Wim Kieft. El 1989, Koeman es va traslladar a Barcelona i es va convertir en part essencial del «Dream Team» de Johan Cruyff, i va ajudar el club a guanyar la lliga quatre anys consecutius entre el 1991 i el 1994, i la Copa d'Europa, on va marcar el gol de la victòria de la final contra la UC Sampdoria el 1992.
A nivell de la selecció, Koeman va ser una de les estrelles de la selecció dels Països Baixos, juntament amb Marco van Basten, Ruud Gullit, Frank Rijkaard i Dennis Bergkamp. Durant la seva etapa a la selecció, va guanyar l'Eurocopa de 1988 i va jugar-hi l'Eurocopa de 1992, la Copa del Món de 1990 i 1994, sent-ne el capità en aquesta darrera.
Koeman ha entrenat el Vitesse Arnhem, l'Ajax, el PSV, l'AZ Alkmaar i el Feyenoord als Països Baixos; el Benfica a Portugal; el València CF a Espanya; i el Southampton FC i l'Everton FC a Anglaterra; així com la selecció de futbol dels Països Baixos entre 2018 i 2020. El 19 d'agost del 2020 va fitxar pel Futbol Club Barcelona amb un contracte fins al 30 de juny de 2022, després de l'acomiadament de Quique Setién.

## Carrera futbolística de clubs

### Països Baixos
Koeman va començar la seva carrera professional al FC Groningen, fent el seu debut a l'edat de 17 anys i 183 dies en una victòria per 2–0 contra el NEC a l'Eredivisie. Això el va convertir en el tercer jugador més jove de la història del club, després de Piet Wildschut i Bert de Voogt. Els trenta-tres gols en noranta partits en les seves tres temporades al club van fer que el jove defensa fos convocat per la selecció nacional dels Països Baixos i traspassat al campió de l'Eredivisie Ajax. Després de no haver defensat el seu títol en la primera temporada de Koeman al club, l'equip d'Amsterdam va recuperar el campionat la temporada 1984-1985. La temporada següent Johan Cruyff es va fer càrrec de l'Ajax i, malgrat marcar 120 gols en 34 partits de l'Eredivisie i guanyar la Copa KNVB, de Godenzonen només van poder acabar segons de la lliga, darrere del PSV.
L'estiu de 1986, Koeman va ser transferit a l'Eindhoven per jugar amb els campions de Hans Kraay. Cap al final de la temporada 1986-87, Kraay va dimitir i va ser reemplaçat per Guus Hiddink, sota la direcció del qual el PSV va superar el líder de la lliga, l'Ajax, en les últimes setmanes de la temporada. Koeman va tenir més èxits amb Hiddink i el PSV en les següents temporades, ja que l'equip també va guanyar la lliga les temporades 1987-88 i 1988-89 i la primera, i fins ara única, Copa d'Europa de l'equip contra el Benfica a Stuttgart el 25 de maig de 1988. El PSV també va guanyar la Copa KNVB tant el 1988 com el 1989, aconseguint els seus èxits en triplets i doblets, respectivament. En les seves tres temporades al PSV, Koeman va marcar 51 gols en 98 partits de lliga, amb una mitjana de més d'un gol cada dos partits. La temporada 1987-88 va marcar més gols que en cap altra de la seva carrera, amb 21 gols marcats en la lliga.

### FC Barcelona

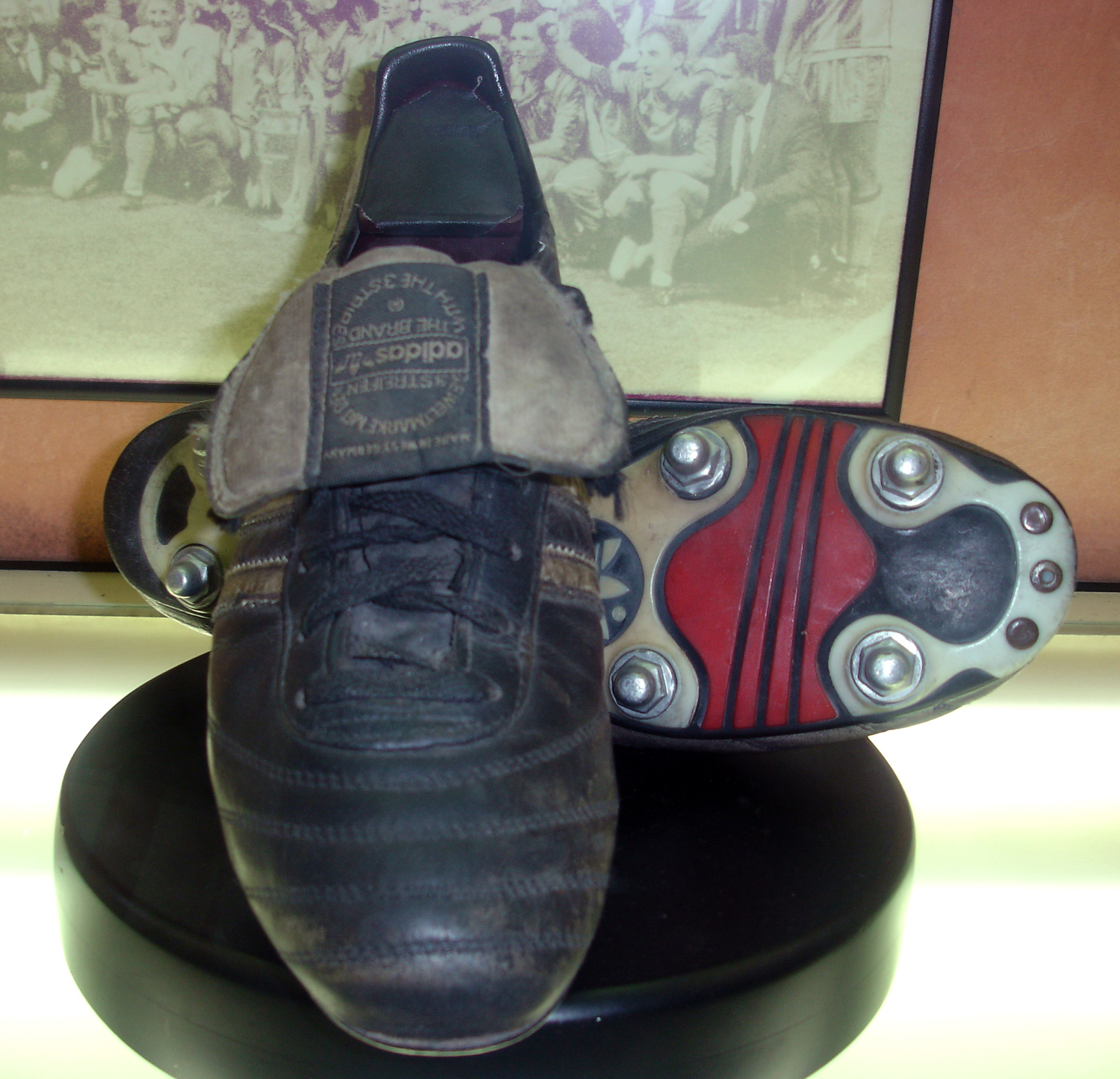
Botes amb les quals Koeman va marcar el gol de la victòria a la final de la Copa d'Europa de 1992, guanyada pel FC Barcelona.

El 1989, Koeman es va reunir al seu antic entrenador amb l'Ajax Johan Cruyff a Barcelona, on esdevingue membre del famós «Dream Team». El seu fitxatge va ser el més car del conjunt català fins aleshores amb un cost de 1.200 milions de pessetes. Durant la seva primera temporada al club, el FC Barcelona va guanyar la Copa del Rei, derrotant el Reial Madrid 2-0 a la final. Juntament amb jugadors com José Mari Bakero, Andoni Zubizarreta, Hristo Stoítxkov, Michael Laudrup, Pep Guardiola o Romário, Koeman va ajudar l'equip a guanyar la lliga quatre anys consecutius del 1991 al 1994. El 1991 va marcar a la Final de la Recopa d'Europa que el Barça va perdre contra el Manchester United FC a Rotterdam, i el 1992 va marcar l'únic gol de la final de la Copa d'Europa contra la UC Sampdoria a l'Estadi de Wembley que va fer que el Barça esdevingués campió d'Europa per primer cop a la seva història, un partit que marcaria la història del club. Amb això va esdevenir el primer jugador a marcar en dues finals consecutives de diferents competicions europees, havent marcat el gol de consolació del FC Barcelona contra el Manchester United FC a la final de la recopa d'Europa.
Koeman també era conegut pels seus tirs lliures potents amb el peu dret i per la seva habilitat en pilota morta, amb què va marcar molts gols vitals per l'equip. Un dels seus millors gols de la lliga va ser en una victòria 5-0 contra el Reial Madrid al Camp Nou, amb un tir lliure que va posar el marcador 2-0. Koeman va ser el màxim golejador del club amb vuit gols a la lliga de campions de la UEFA de 1993-1994, en què el FC Barcelona va perdre a la final contra l'AC Milan.
Els seus renoms mentre jugava pel FC Barcelona eren Tintín, per la seva semblança física al personatge fictici d'Hergé, i Floquet de Neu, com el cèlere goril·la albí del zoo de Barcelona.

### Retorn als Països Baixos i retirada
Després de sis anys i més de 200 partits al FC Barcelona, Koeman va anar-se'n de Catalunya per tornar als Països Baixos el 1995. Quan va fitxar pel Feyenoord va esdevenir un dels pocs jugadors a jugar a tots els «tres grans» del futbol neerlandès. Koeman va estar dues temporades a Rotterdam, guiant el Feyenoord a la tercera i segona posició de l'Eredivisie, respectivament.
Koeman va acabar la seva carrera amb 193 gols a la lliga amb 533 partits (per davant de Daniel Passarella, que n'havia marcat 182 en 556 partits), més que cap altre defensa en la història del futbol.

## Carrera futbolística internacional

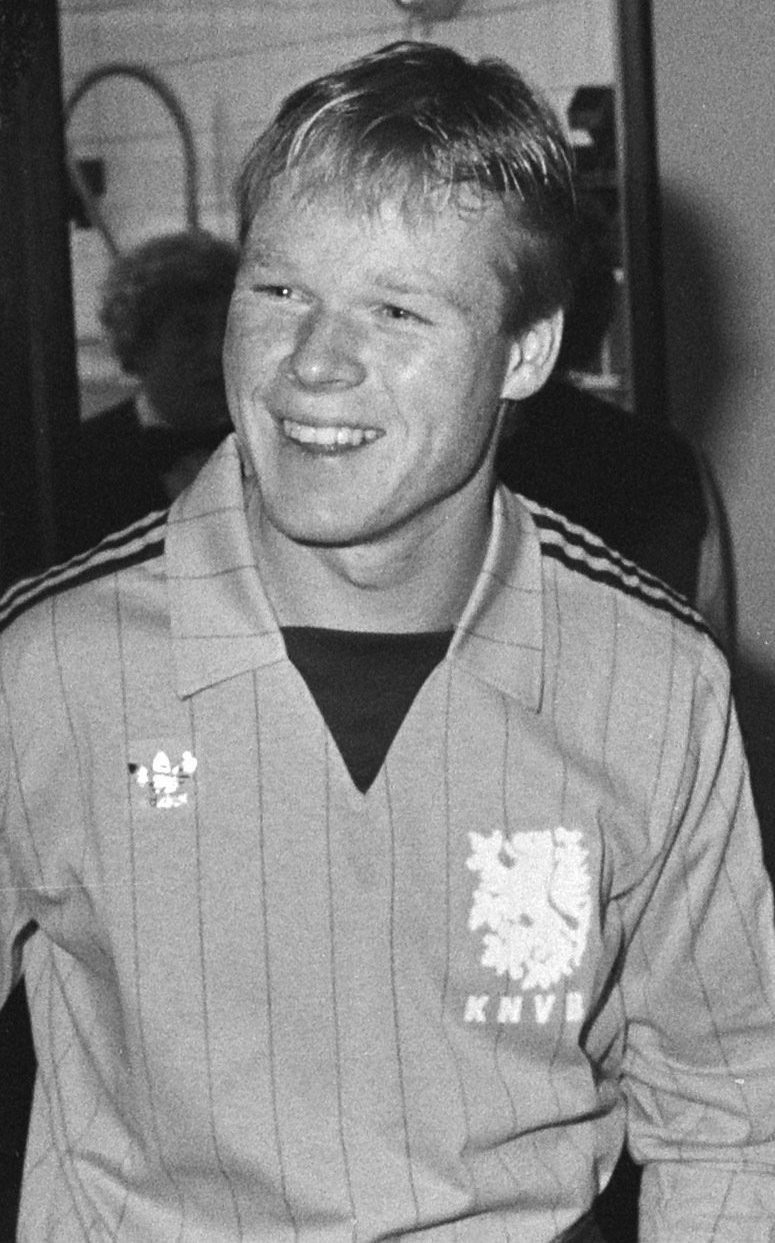
Koeman a la selecció nacional neerlandesa el 1983

L'abril de 1983, Koeman va debutar amb la selecció neerlandesa en un amistós que va perdre 3-0 contra Suècia a Utrecht. Aquest partit també va ser la primera aparició dels seu germà gran Erwin a la selecció. El primer gol internacional de Koeman va arribar el mes de setembre, en una victòria 3-0 contra Islàndia a l'estadi Oosterpark de Groningen.
Atès que els Països Baixos no van poder classificar-se pel Campionat d'Europa de 1984 i la Copa del Món de 1986, Koeman no va debutar fins al Campionat d'Europa de 1988 a l'Alemanya Occidental, on l'equip de Rinus Michels va vèncer els amfitrions a les semi-finals amb Koeman marcant un penal que va igualar el marcador a 1. Després del partit Koeman va fer veure que s'eixugava l'esquena amb la samarreta d'Olaf Thon davant dels seguidors rivals. A la final, els Països Baixos van vèncer la Unió Soviètica 2-0 a l'Olympiastadion de Múnic, i van guanyar l'únic trofeu internacional que tenia la selecció. Això va completar el 1988 extraordinari de Koeman després de guanyar el triplet amb el PSV. Tant Koeman com el defensa central Frank Rijkaard van formar part de l'equip del torneig de la UEFA.
Koeman va representar els Països Baixos a les Copes del Món de 1990 i 1994, així com el Campionat d'Europa de 1992, i va fer 78 assistències i 14 gols.

## Carrera com a entrenador

### Primers anys
Quan es va retirar com a futbolista després del seu període al Feyenoord, va iniciar la seva carrera com membre de l'equip de Guus Hiddink durant la Copa del Món de 1998 juntament amb Johan Neeskens i Frank Rijkaard. Després del torneig, Koeman va formar part de l'equip tècnic del FC Barcelona com a ajudant de Louis Van Gaal i el 2000 va rebre la seva primera feina com a entrenador al SBV Vitesse, on va fer que el club es classifiqués a la Copa UEFA amb un pressupost relativament limitat.

### Ajax
Koeman va esdevenir entrenador de l'Ajax el 2001. La fortuna de l'Ajax va anar empitjorant després que Koeman comencés amb bon peu guanyant a casa, a l'Amsterdam Arena. El juny de 2003 va rebre una oferta del flamant president del FC Barcelona, Joan Laporta, per convertir-se en el primer entrenador de l'equip de futbol, però l'Ajax i el club català no es van posar d'acord en les xifres del traspàs, i Koeman va continuar entrenant a Amsterdam. Malgrat mantenir el títol el 2003-2004, l'Ajax va acabar 8 punts darrere el rival PSV a l'Eredivisie. Això, juntament amb l'eliminació de l'Ajax de la Copa UEFA després de perdre 3-2 contra l'Auxerre, va fer que Koeman dimitís l'endemà, el 25 de febrer de 2005.

### Benfica
Després del seu final decebedor a l'Ajax el febrer de 2005, va agafar la posició vacant al campió portuguès Benfica després que se n'anés l'italià Giovanni Trapattoni. Al Benfica, contra qui havia guanyat la final de la Copa Europa de 1988 com a jugador del PSV, Koeman només va guanyar la supercopa portuguesa; l'equip va acabar tercer a la lliga portuguesa (darrere dels rivals Porto i Sporting CP) i va ser eliminat a quarts de finals de la Taça de Portugal, després de perdre contra el Vitória de Guimarães. Això, juntament amb una oferta del PSV, va ser prou perquè se n'anés un any abans que se li acabés el contracte. Amb Koeman, el Benfica va arribar a quarts de final de la lliga de campions; va eliminar el Manchester United FC al partit final de la fase de grups i el Liverpool FC, abans de perdre contra el Barça, que va acabar guanyant el trofeu.

### PSV
La temporada 2006-2007 Koeman va ser entrenador del PSV Eindhoven, com a reemplaçament de Guus Hiddink. El PSV va dominar la primera meitat de la temporada, mantenint els rivals AZ Alkmaar i Ajax a una distància raonable, i semblava que el PSV estava destinat a tornar a guanyar la lliga. El PSV va patir durant la segona meitat de la lliga, també a causa de les lesions dels jugadors Jefferson Farfán, Alex i Ibrahim Afellay, i només va obtenir 19 dels 39 punts possibles. L'AZ i l'Ajax van agafar impuls i tots tres equips van empatar a 72 punts a falta de l'últim partit de la competició. L'AZ no va aconseguir derrotar l'SBV Excelsior; l'Ajax va jugar a Willem II però no va marcar prou gols; i el PSV va acabar triomfant guanyant 5-1 a casa contra el Vitesse Anhem i van esdevenir campions de l'Eredivisie, amb un gol més que l'Ajax.
Per segona temporada consecutiva, va liderar l'equip a quarts de final de la lliga de campions, tornant a vèncer un club anglès (Arsenal FC) en la primera eliminatòria, abans de perdre contra el Liverpool FC a quarts de final.

### València
El 31 d'octubre de 2007, en plena temporada, va acceptar entrenar el València CF, que recentment havia destituït Quique Sánchez Flores, a partir del 5 de novembre. Amb el València va guanyar la Copa del Rei de 2007-2008, un torneig que abans havia guanyat el FC Barcelona. Va ser la primera Copa del Rei del València des del 1999. La resta de la seva etapa al València seria decepcionant: l'equip va acabar quinzè a la lliga, només dos punts per sobre del descens, i va acabar últim del seu grup a la Lliga de Campions. Una derrota 5-1 contra l'Athletic Club va ser la gota que va fer vesar el got. Va ser destituït l'endemà, el 21 d'abril de 2008.

### AZ
El 18 de maig de 2009 assumí el càrrec d'entrenador de l'AZ Alkmaar, que va guanyar l'lliga neerlandesa la temporada anterior, després que Louis van Gaal se n'anés al FC Bayern de Múnic. El 5 de desembre del mateix any, el club neerlandès prescindí dels seus serveis a causa dels mals resultats obtinguts. Koeman va ser acomiadat després de perdre set dels primers setze partits de la lliga neerlandesa. Va deixar el club en l'última posició del seu grup de la lliga de Campions de la UEFA i sisè a la lliga local a 16 punts del líder. En el seu partit final, fou derrotat per 1-2 pel SBV Vitesse.

### Feyenoord

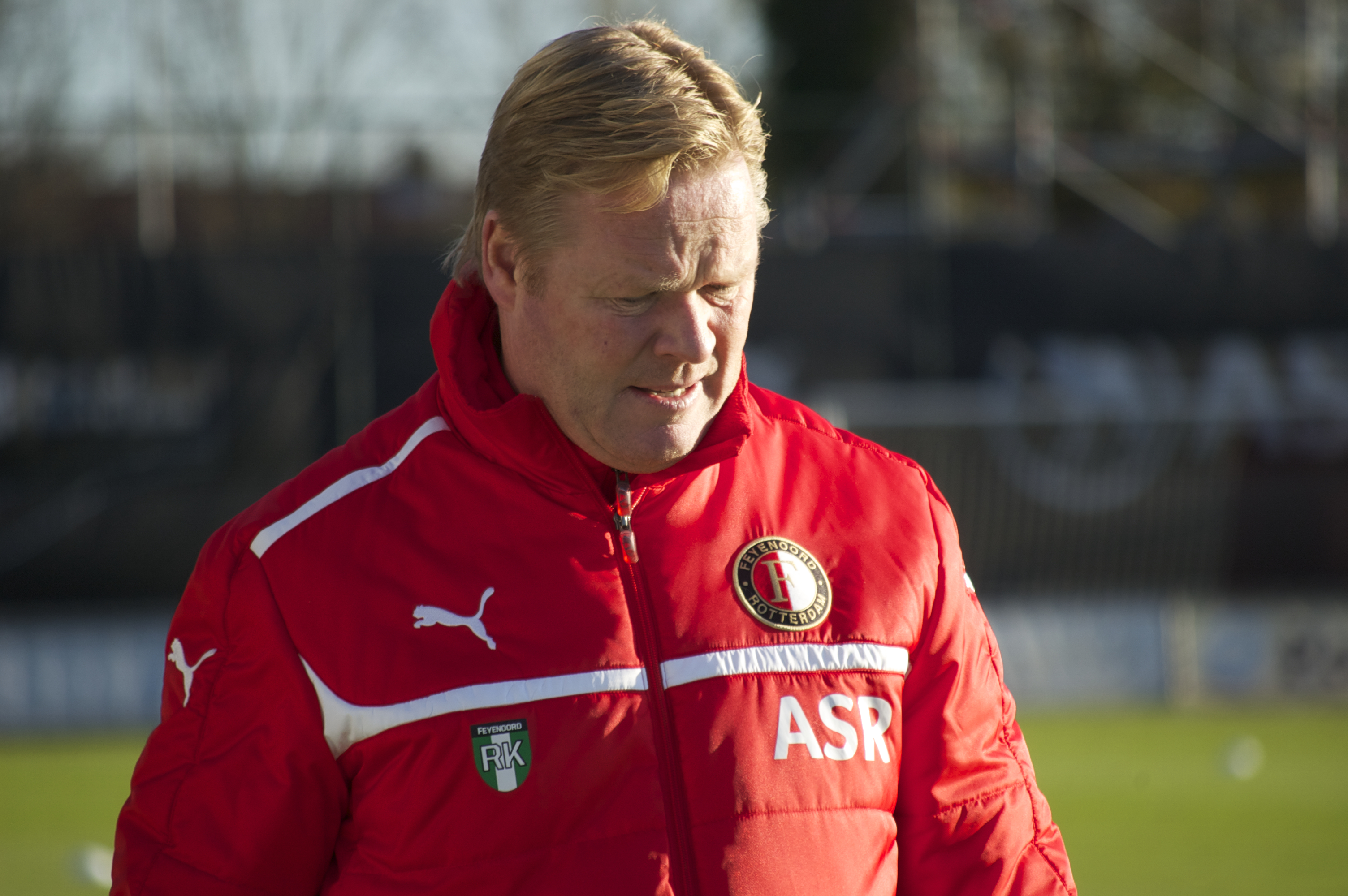
Koeman amb el Feyenoord.

El 21 de juliol de 2011, Koeman va ser contractat entrenador per un any pel Feyenoord, com a substitut de Mario Been. Koeman és l'únic home que ha fet tant de jugador com d'entrador dels tres equips dels anomenats «tres grans tradicionals» del futbol neerlandès — Ajax, Feyenoord i PSV. Així mateix, ha sigut entrenador d'aquests equip en el mateix ordre que jugador. A principis de 2012 li van renovar el contracte. El febrer de 2014 va anunciar que deixaria el club al final de la temporada 2013-2014 per dedicar-se a altres reptes.

### Southampton

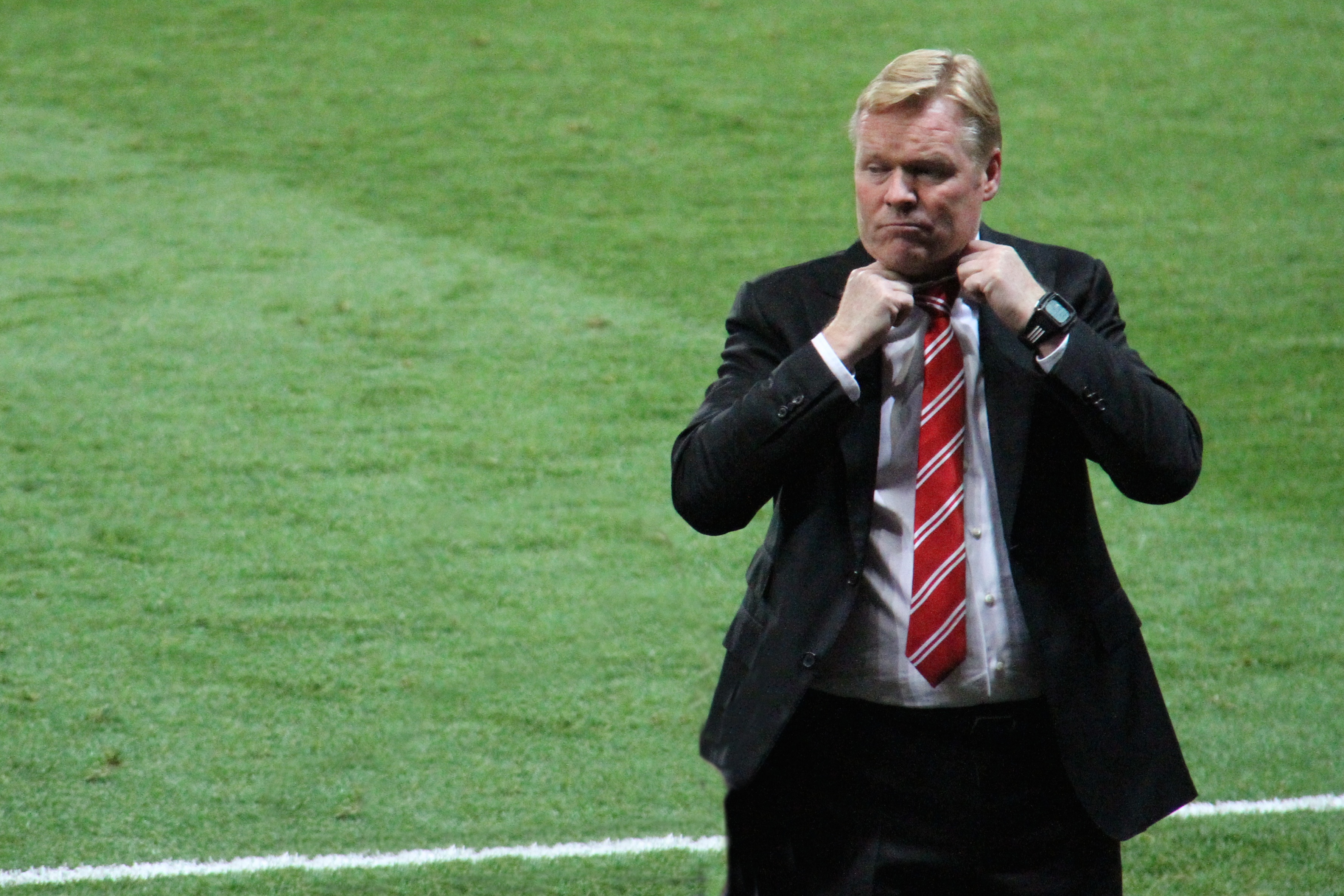
Koeman com a entrenador del Southampton el setembre de 2014.

El juny de 2014 va fitxar reemplaçar l'entrenador del Southampton Mauricio Pochettino, i va signar un contracte per tres anys. El seu germà Erwin va ser contractat com a entrenador assistent.
En els sis primers partits de la Premier League, Koeman va aconseguir quatre victòries, un empat i una derrota; i va empènyer el Southampton a la segona posició de la lliga, per la qual cosa va ser entrenador del mes de la Premier League el setembre. El gener de 2015, el Southampton va guanyar tots tres partits, incloent-hi la primera victòria contra el Manchester United FC des del 1988 i Koeman va tornar a ser nominat entrenador del mes. El Southampton va acabar setè a la classificació.
Koeman va ser entrenador del mes per tercera vegada el gener de 2016, amb el Southampton de camí de la seva millor classificació a la Premier League, la sisena posició, dels seus màxims punts totals, 63, i de la classificació a la fase de grups de la Lliga Europa de la UEFA.

### Everton
El 14 de juny de 2016, se'l va confirmar com a entrenador de l'Everton FC i va signar un contracte per tres anys. El seu germà va tornar a ser contractat com a assistent seu. En la primera temporada de Koeman, l'Everton es va classificar per la lliga Europa.
Abans de la temporada 2017–2018, l'Everton li va donar el pressupost més gran de la història del club per fitxar nous jugadors. Es va gastar uns 150 milions de dòlars en jugadors nous però Koeman va admetre que no havia fitxat un davanter centre per substituir Romelu Lukaku, el màxim golejador de la temporada anterior que havia venut al Manchester United FC. El 23 d'octubre de 2017 va ser acomiadat després que l'equip passés a zona de descens, després d'una derrota a casa 5-2 contra l'Arsenal FC el dia anterior. Koeman va afirmar que creia que no haver pogut fitxar Olivier Giroud durant el marcat de fitxatges d'estiu hi havia contribuït.

### Selecció dels Països Baixos
El 6 de febrer de 2018, Koeman va ser nomenat entrenador de la selecció nacional de futbol dels Països Baixos en un contracte de quatre anys i mig fins i incloent-hi la Copa del Món de la FIFA de 2022. Va substituir Dick Advocaat, que havia dimitir després de fallar a la Copa del Món de la FIFA de 2018.
El 9 de juny de 2019, els Països Baixos van quedar en segona posició de la Lliga de les Nacions de la UEFA de 2018-2019 després d'una derrota 1-0 contra Portugal a la final.
El 19 d'agost de 2020, Koeman va abandonar la selecció per a esdevenir entrenador del FC Barcelona. Sota el seu lideratge, els Països Baixos es van classificar a una final, la del campionat d'Europa de 2020, per primer cop des del 2014 després després del campionat d'Europa de 2016 i la Copa del Món de la FIFA de 2018.

### FC Barcelona
El 19 d'agost de 2020, va ser presentat com a nou entrenador del FC Barcelona i es va anunciar que tenia un contracte de dos anys fins al 30 de juny de 2022. Va prendre el relleu de Quique Setién després que fos substituit dos dies abans. També va anunciar una àmplia remodelació a la primera plantilla del FC Barcelona després de l'eliminació a la Lliga de Campions contra el Bayern de Múnic.
El març de 2021 Joan Laporta i Ronald Koeman Tenien previst reunir-se, de manera imminent, per a concretar la planificació de la plantilla de cara a la pròxima temporada. I el 19 d'agost de 2020 s'anuncià que Koeman seria l'entrenador del primer equip del FC Barcelona.
El 28 d'octubre de 2021 Koeman seria destituït, després de la difícil situació que travessava l'equip després que marxés Messi, després de perdre un clàssic, enfonsant-se en la classificació de La Liga i amb opcions de quedar fora dels vuitens de final de la Champions League, tot això amb un estil de joc "sense idees", que va portar el club a prendre la decisió de prescindir del tècnic neerlandès.

## Vida personal
Ronald és el germà petit d'Erwin, que va ser l'entrenador de la selecció d'Oman, sent els primers germans que es va fer càrrec de dues seleccions nacionals al mateix temps.
Està casat amb Bartina. El seu fill, Ronald Koeman Jr., és porter professional del FC Oss a l'Eerste Divisie.
Koeman és un ambaixador de la campanya contra el tabaquisme Kick it with Help. Va dir que els diagnòstics de càncer de la seva dona i el seu amic Johan Cruyff el van motivar a unir-se a la campanya.

## Estadístiques

### Estadístiques amb equips
| Equip         | Equip         | Equip         | Lliga   | Lliga | Copa         | Copa         | Supercopa | Supercopa | Europa  | Europa | Altres  | Altres | Total   | Total |
| Anys          | Equip         | Lliga         | Partits | Gols  | Partits      | Gols         | Partits   | Gols      | Partits | Gols   | Partits | Gols   | Partits | Gols  |
| Països Baixos | Països Baixos | Països Baixos | Lliga   | Lliga | Copa KNVB    | Copa KNVB    | Supercopa | Supercopa | Europa  | Europa | Altres  | Altres | Total   | Total |
| ------------- | ------------- | ------------- | ------- | ----- | ------------ | ------------ | --------- | --------- | ------- | ------ | ------- | ------ | ------- | ----- |
| 1980–81       | FC Groningen  | Eredivisie    | 24      | 4     | 3            | 2            | –         | –         | –       | –      | –       | –      | 27      | 6     |
| 1981–82       | FC Groningen  | Eredivisie    | 33      | 14    | 1            | 0            | –         | –         | –       | –      | –       | –      | 34      | 15    |
| 1982–83       | FC Groningen  | Eredivisie    | 33      | 14    | 4            | 0            | –         | –         | –       | –      | –       | –      | 37      | 14    |
| 1983–84       | AFC Ajax      | Eredivisie    | 32      | 7     | 4            | 2            | –         | –         | 2       | 0      | –       | –      | 38      | 9     |
| 1984–85       | AFC Ajax      | Eredivisie    | 30      | 9     | 2            | 1            | –         | –         | 4       | 3      | –       | –      | 36      | 13    |
| 1985–86       | AFC Ajax      | Eredivisie    | 32      | 7     | 6            | 1            | –         | –         | 2       | 0      | –       | –      | 40      | 8     |
| 1986–87       | PSV           | Eredivisie    | 34      | 16    | 3            | 3            | –         | –         | 2       | 0      | –       | –      | 39      | 19    |
| 1987–88       | PSV           | Eredivisie    | 32      | 21    | 6            | 4            | –         | –         | 8       | 1      | –       | –      | 46      | 26    |
| 1988–89       | PSV           | Eredivisie    | 32      | 14    | 6            | 1            | –         | –         | 4       | 2      | 3       | 1      | 45      | 18    |
| Espanya       | Espanya       | Espanya       | Lliga   | Lliga | Copa del Rei | Copa del Rei | Supercopa | Supercopa | Europa  | Europa | Altres  | Altres | Total   | Total |
| 1989–90       | FC Barcelona  | La Liga       | 36      | 14    | 7            | 4            | –         | –         | 4       | 1      | 1       | 0      | 48      | 19    |
| 1990–91       | FC Barcelona  | La Liga       | 21      | 6     | 4            | 2            | 0         | 0         | 7       | 4      | –       | –      | 32      | 12    |
| 1991–92       | FC Barcelona  | La Liga       | 35      | 16    | 2            | 0            | 1         | 0         | 11      | 1      | –       | –      | 49      | 17    |
| 1992–93       | FC Barcelona  | La Liga       | 33      | 11    | 3            | 0            | 1         | 0         | 3       | 0      | 3       | 0      | 43      | 11    |
| 1993–94       | FC Barcelona  | La Liga       | 35      | 11    | 2            | 0            | 1         | 0         | 12      | 8      | –       | –      | 50      | 19    |
| 1994–95       | FC Barcelona  | La Liga       | 32      | 9     | 1            | 0            | 1         | 0         | 8       | 1      | –       | –      | 42      | 10    |
| Països Baixos | Països Baixos | Països Baixos | Lliga   | Lliga | Copa KNVB    | Copa KNVB    | Supercopa | Supercopa | Europa  | Europa | Altres  | Altres | Total   | Total |
| 1995–96       | Feyenoord     | Eredivisie    | 31      | 10    | 3            | 1            | 1         | 0         | 7       | 3      | –       | –      | 42      | 14    |
| 1996–97       | Feyenoord     | Eredivisie    | 30      | 9     | 2            | 0            | –         | –         | 5       | 0      | –       | –      | 37      | 9     |
| Total         | Països Baixos | Països Baixos | 343     | 126   | 40           | 15           | 1         | 0         | 34      | 9      | 3       | 1      | 421     | 151   |
| Total         | Espanya       | Espanya       | 192     | 67    | 19           | 6            | 4         | 0         | 45      | 15     | 4       | 0      | 264     | 88    |
| Total carrera | Total carrera | Total carrera | 535     | 193   | 59           | 21           | 5         | 0         | 79      | 24     | 7       | 1      | 685     | 239   |

### Estadístiques amb la selecció
| Selecció de futbol dels Països Baixos | Selecció de futbol dels Països Baixos | Selecció de futbol dels Països Baixos |
| Any                                   | Partits                               | Gols                                  |
| ------------------------------------- | ------------------------------------- | ------------------------------------- |
| 1983                                  | 6                                     | 1                                     |
| 1984                                  | 1                                     | 0                                     |
| 1985                                  | 1                                     | 0                                     |
| 1986                                  | 6                                     | 0                                     |
| 1987                                  | 7                                     | 2                                     |
| 1988                                  | 10                                    | 1                                     |
| 1989                                  | 8                                     | 3                                     |
| 1990                                  | 9                                     | 3                                     |
| 1991                                  | 4                                     | 0                                     |
| 1992                                  | 12                                    | 0                                     |
| 1993                                  | 5                                     | 2                                     |
| 1994                                  | 9                                     | 2                                     |
| Total                                 | 78                                    | 14                                    |

### Gols internacionals
| Koeman – gols pels Països Baixos | Koeman – gols pels Països Baixos | Koeman – gols pels Països Baixos                | Koeman – gols pels Països Baixos | Koeman – gols pels Països Baixos | Koeman – gols pels Països Baixos | Koeman – gols pels Països Baixos           |
| #                                | Data                             | Lloc                                            | Oponent                          | Marcador                         | Resultat                         | Competició                                 |
| -------------------------------- | -------------------------------- | ----------------------------------------------- | -------------------------------- | -------------------------------- | -------------------------------- | ------------------------------------------ |
| 1                                | 7 de setembre de 1983            | Oosterpark Stadion, Groningen (Països Baixos)   | Islàndia                         | 1–0                              | 3–0                              | Classificatòria de l'eurocopa de 1984      |
| 2                                | 9 de desembre de 1987            | Stadion De Meer, Amsterdam (Països Baixos)      | Xipre                            | 3–0                              | 4–0                              | Classificatòria de l'eurocopa de 1988      |
| 3                                | 16 de desembre de 1987           | Diagoras Stadium, Rhodes (Grècia)               | Grècia                           | 0–1                              | 0–3                              | Classificatòria de l'eurocopa de 1988      |
| 4                                | 21 de juny de 1988               | Volksparkstadion, Hamburg (Alemanya Occidental) | Alemanya Occidental              | 1–1                              | 1–2                              | Eurocopa de futbol de 1988                 |
| 5                                | 22 de març de 1989               | Philips Stadion, Eindhoven (Països Baixos)      | Unió Soviètica                   | 2–0                              | 2–0                              | Amistós                                    |
| 6                                | 6 de setembre de 1989            | Olympisch Stadion, Amsterdam (Països Baixos)    | Dinamarca                        | 1–0                              | 2–2                              | Amistós                                    |
| 7                                | 15 de novembre de 1989           | De Kuip, Rotterdam (Països Baixos)              | Finlàndia                        | 3–0                              | 3–0                              | Classificatòria de la Copa del Món de 1990 |
| 8                                | 28 de març de 1990               | Republican Stadium, Kíev (Ucraïna)              | Unió Soviètica                   | 1–1                              | 2–1                              | Amistós                                    |
| 9                                | 30 de maig de 1990               | Praterstadion, Vienna (Àustria)                 | Àustria                          | 3–1                              | 3–2                              | Amistós                                    |
| 10                               | 24 de juny de 1990               | San Siro, Milà (Itàlia)                         | Alemanya Occidental              | 2–1                              | 2–1                              | Classificatòria de la Copa del Món de 1990 |
| 11                               | 22 de setembre de 1993           | Stadio Renato Dall'Ara, Bologna (Itàlia)        | San Marino                       | 0–7                              | 0–7                              | Classificatòria de la Copa del Món de 1994 |
| 12                               | 13 d'octubre de 1993             | De Kuip, Rotterdam (Països Baixos)              | Anglaterra                       | 1–0                              | 2–0                              | Classificatòria de la Copa del Món de 1994 |
| 13                               | 19 de gener de 1994              | Stade Olympique El Menzah, Tunis (Tunísia)      | Tunísia                          | 2–2                              | 2–2                              | Amistós                                    |
| 14                               | 1 de juny de 1994                | Philips Stadion, Eindhoven (Països Baixos)      | Hongria                          | 3–1                              | 7–1                              | Amistós                                    |

### Estadístiques com a entrenador
A data de 23 de gener de 2023
| Equip         | De                    | A                     | Historial | Historial | Historial | Historial | Historial    | Historial      | Historial | Historial     |
| Equip         | De                    | A                     | Partits   | Victòries | Empats    | Derrotes  | Gols a favor | Gols en contra | +/-       | Victòries (%) |
| ------------- | --------------------- | --------------------- | --------- | --------- | --------- | --------- | ------------ | -------------- | --------- | ------------- |
| SBV Vitesse   | 1 de gener de 200     | 2 de desembre de 2001 | 79        | 40        | 23        | 16        | 132          | 77             | +55       | 50,63         |
| Ajax          | 3 de desembre 2001    | 25 de febrer de 2005  | 151       | 94        | 30        | 27        | 320          | 147            | +173      | 62,25         |
| Benfica       | 8 de juny de 2005     | 8 de maig de 2006     | 49        | 27        | 11        | 11        | 64           | 38             | +26       | 55,10         |
| PSV           | 1 de juliol de 2006   | 31 d'octubre de 2007  | 63        | 39        | 11        | 13        | 121          | 51             | +70       | 61,90         |
| València CF   | 5 de novembre de 2007 | 21 d'abril de 2008    | 34        | 11        | 9         | 14        | 38           | 47             | −9        | 32,35         |
| AZ Alkmaar    | 18 de maig de 2009    | 5 de desembre de 2009 | 24        | 11        | 4         | 9         | 44           | 30             | +14       | 45,83         |
| Feyenoord     | 21 de juliol de 2011  | 31 de maig de 2014    | 114       | 65        | 22        | 27        | 229          | 133            | +96       | 57,02         |
| Southampton   | 16 de juny de 2014    | 14 de juny de 2016    | 91        | 44        | 17        | 30        | 140          | 93             | +47       | 48,35         |
| Everton FC    | 14 de juny de 2016    | 23 d'octubre de 2017  | 58        | 24        | 14        | 20        | 85           | 74             | +11       | 41,38         |
| Països Baixos | 6 de febrer de 2018   | 18 d'agost de 2020    | 20        | 11        | 5         | 4         | 43           | 18             | +25       | 55,00         |
| FC Barcelona  | 19 d'agost de 2020    | 28 octubre 2021       | 67        | 39        | 12        | 16        | 138          | 75             | +63       | 58.21         |
| Total         | Total                 | Total                 | 754       | 406       | 159       | 189       | 1,361        | 790            | +571      | 53.85         |

## Palmarès

### Com a jugador
Selecció dels Països Baixos
- 1 Eurocopa (1988)

Clubs
- 2 Copes d'Europa de la UEFA (1987-1988, 1991-1992)
- 1 Supercopa d'Europa (1992-1993)
- 4 Lligues de l'Eredivisie neerlandesa (1984-1985, 1986-1987, 1987-1988, 1988-1989)
- 3 Copes dels Països Baixos (1985-1986, 1987-1988, 1988-1989)
- 4 Lligues espanyoles de futbol (1990-1991, 1991-1992, 1992-1993, 1993-1994)
- 1 Copa del Rei (1989-1990)
- 3 Supercopes d'Espanya (1991-1992, 1992-1993, 1994-1995)

### Com a entrenador
- 3 Lligues de l'Eredivisie neerlandesa (2001-2002 (Ajax), 2003-2004 (Ajax), 2006-2007 (PSV))
- 1 Copa dels Països Baixos (2001-2002)
- 2 Johan Cruijff Schaal (2002-2003 (Ajax), 2009 (AZ))
- 1 Supercopa portuguesa (2005-2006)
- 2 Copes del Rei espanyoles (2007-2008, 2020–21)[69]